# Bahnhof Putbus
Der Bahnhof Putbus ist ein Bahnknotenpunkt lokaler Bedeutung in der Stadt Putbus auf der Insel Rügen in Mecklenburg-Vorpommern. Hier kreuzten die Bahnstrecke Bergen auf Rügen–Lauterbach Mole und die Schmalspurbahn Altefähr–Göhren mit 750 mm Spurweite, von der nur noch der Abschnitt Putbus–Göhren betrieben wird. In den Jahren 1998/99 wurde ein Dreischienengleis gebaut, so dass sowohl Regelspur- als auch Schmalspurzüge zwischen Putbus und Lauterbach Mole fahren können. Nach der Auflösung des Bahnbetriebswerks Putbus und dem allgemeinen Verkehrsrückgang hat der Bahnhof viel von seiner früheren Bedeutung als Bahnknoten verloren. Auch von Schnellzügen wird die Station nicht mehr angefahren. Eine Ausstellung auf dem Schmalspurgelände erinnert an die Geschichte der Rügenschen Kleinbahnen.
Das Empfangsgebäude der Regelspurstrecke und der Kleinbahnhof mit Abfertigungsgebäude, altem Dienstwohngebäude, Lokschuppen und Triebwagenschuppen stehen unter Denkmalschutz.

## Geschichte
Der Bahnhof Putbus wurde zusammen mit der Bahnstrecke Bergen–Putbus am 15. August 1889 eröffnet, die am 15. Mai 1890 bis Lauterbach verlängert wurde. Das Empfangsgebäude mit angebauten Güterschuppen der Normalspurbahn liegt westlich der Gleisanlagen am nördlichen Bahnhofskopf.

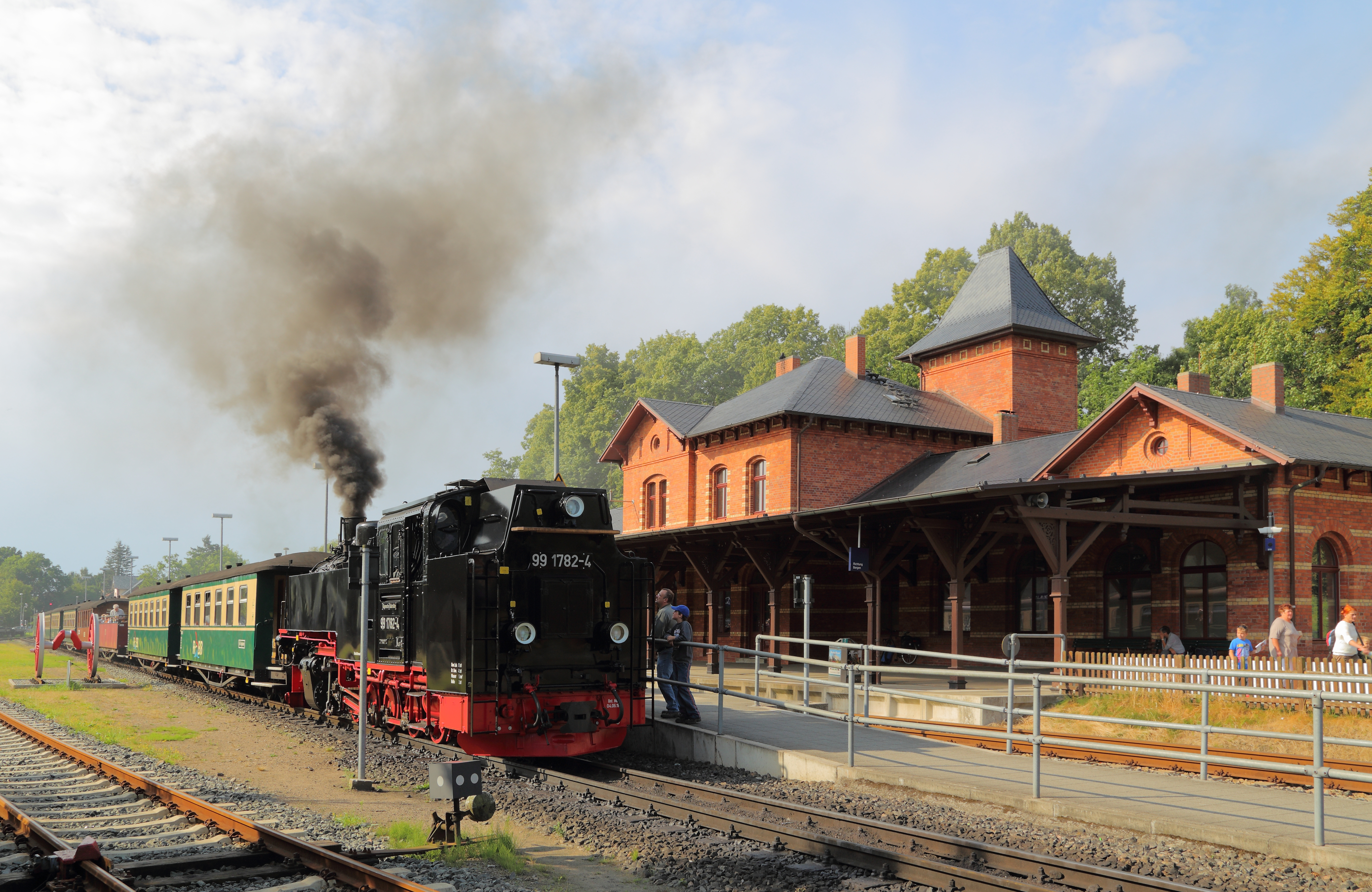
Der Rasende Roland am Bahnhof Putbus

Am 21. Juli 1895 wurde mit dem Streckenstück Putbus–Binz das erste Teilstück der Rügenschen Kleinbahnen eröffnet. Putbus bildete von Anfang an das betriebliche Zentrum der Schmalspurbahn, allerdings waren die Anlagen äußerst spartanisch gehalten, soweit sie überhaupt schon fertig gebaut waren. Ein eigenes Empfangsgebäude für die Schmalspurbahn gab es nicht, es wurde bloß eine hölzerne Wartehalle errichtet, an die später ein einstöckiges Dienstgebäude angebaut wurde. Das Umladegleis wurde erst im Oktober 1895 fertiggestellt.
Das Streckenstück Altefähr–Putbus wurde am 4. Juli 1896 eröffnet, die Strecke kreuzte die Normalspurbahn niveaugleich im Bahnhofsbereich. Eingebunden wurde das Teilstück ebenfalls im nördlichen Bahnhofskopf, sodass für die Schmalspurbahn ein Kopfbahnhof entstanden war.
In den 1900er- und 1910er-Jahren wurde der Bahnhof zwar erweitert, aber alle geplanten Veränderungen wie beispielsweise ein Zwischenbahnsteig für Normal- und Schmalspur sowie ein neuer Lokschuppen für die Schmalspurbahn wurden nicht umgesetzt. Die niveaugleiche Kreuzung im Bahnhofsbereich wurde im Sommer 1916 durch eine Stahlbetonbrücke über die Normalspurbahn ersetzt. Diese Brücke ist auch heute noch vorhanden.

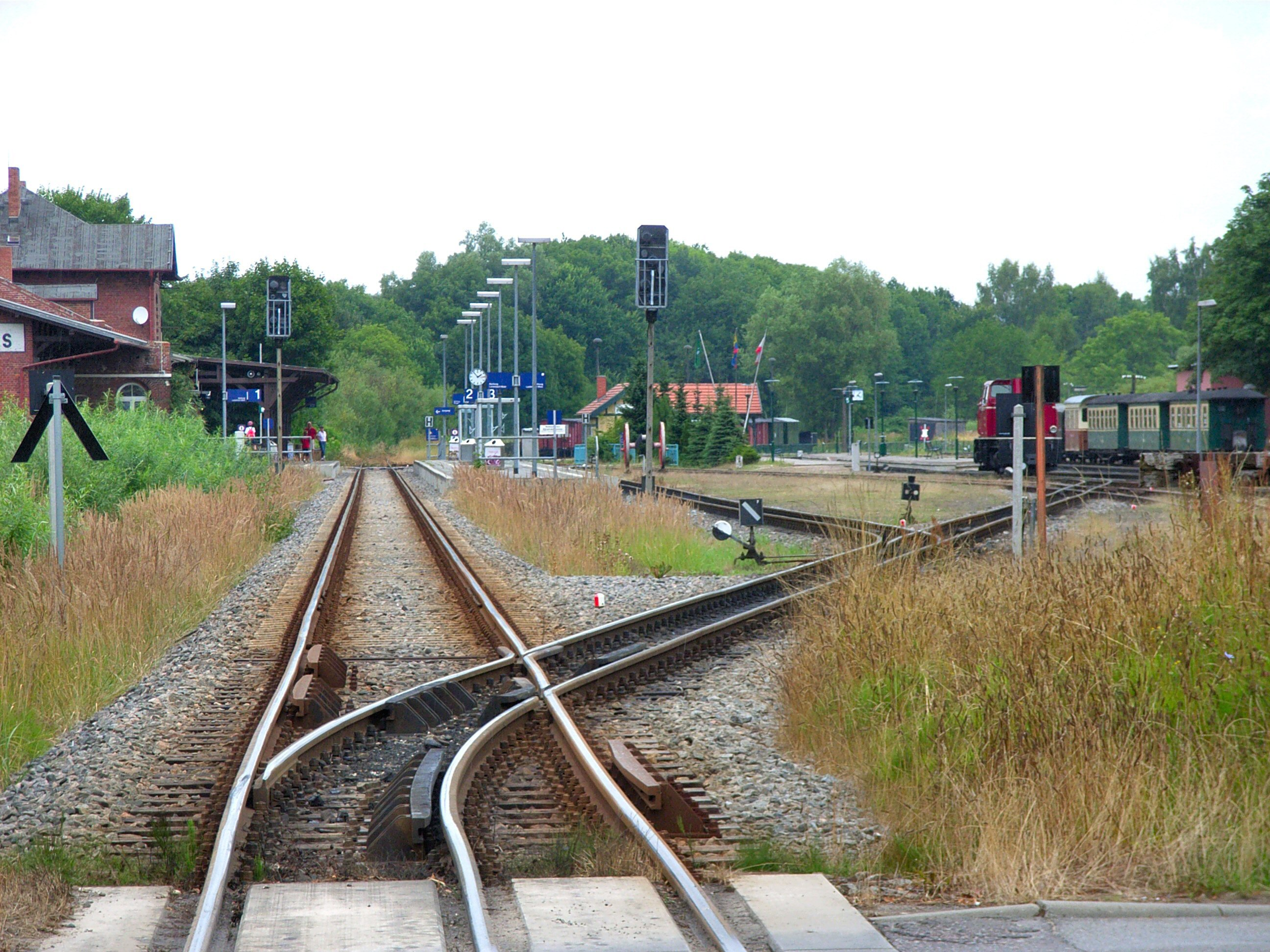
Dreischienengleis von Lauterbach Mole Richtung Bergen weiter nur noch als Normalspur

Bereits vor dem Ersten Weltkrieg stiegen durch den Bäderverkehr auf dem Streckenstück bis Göhren in den Sommermonaten die Beförderungsleistungen im Personenverkehr gewaltig. Auf der restlichen Strecke der Schmalspurbahn dominierte der Güterverkehr, vor allem wurden landwirtschaftliche Produkte abgefahren. Im Herbst 1967 wurde der Personenverkehr in Richtung Altefähr eingestellt, sämtlicher Güterverkehr endete im Dezember 1967, im Bäderverkehr behielt Putbus aber seine Bedeutung als Umsteigebahnhof.
Seit 1995 sind im Bahnhof mehrere Fahrzeuge ausgestellt, unter anderem war von 1995 bis 2011 die 99 4652 ausgestellt, mehrere Wagen aus der Anfangszeit sind auch heute noch vorhanden.
Für den dreischienigen Ausbau der Strecke bis Lauterbach Mole wurde der Bahnhof Ende der 1990er-Jahre erheblich umgestaltet, neben einem neuen Mittelbahnsteig für Schmal- und Normalspur wurden auch die beiden Schmalspurbahnsteige modernisiert. Der bisherige Ausstellungsbereich wurde überbaut, ein neuer Ausstellungsbereich befindet sich nördlich des Bahnhofs auf dem Gelände der ehemaligen Umladeanlagen. Durchgehende Züge bis Lauterbach Mole fahren den alten Schmalspurteil nicht mehr an. 1999 konnte das Dreischienengleis in Betrieb genommen werden. Dabei fädelt die Schmalspur im Südkopf des Bahnhofes zungenlos in das Normalspurgleis ein.
Im Normalspurteil gibt es außer dem durchgehenden Gleis zwischen den Hausbahnsteig und dem Mittelbahnsteig nur noch ein Gleis zum Lokschuppen im Süden und ein Gleis zur Verladerampe für Schmalspurfahrzeuge im Norden des Bahnhofes. Ein Umfahrungsgleis ist nicht mehr vorhanden, da der Regelbetrieb mit Triebwagen erfolgt.

## Bahnbetriebswerk Putbus

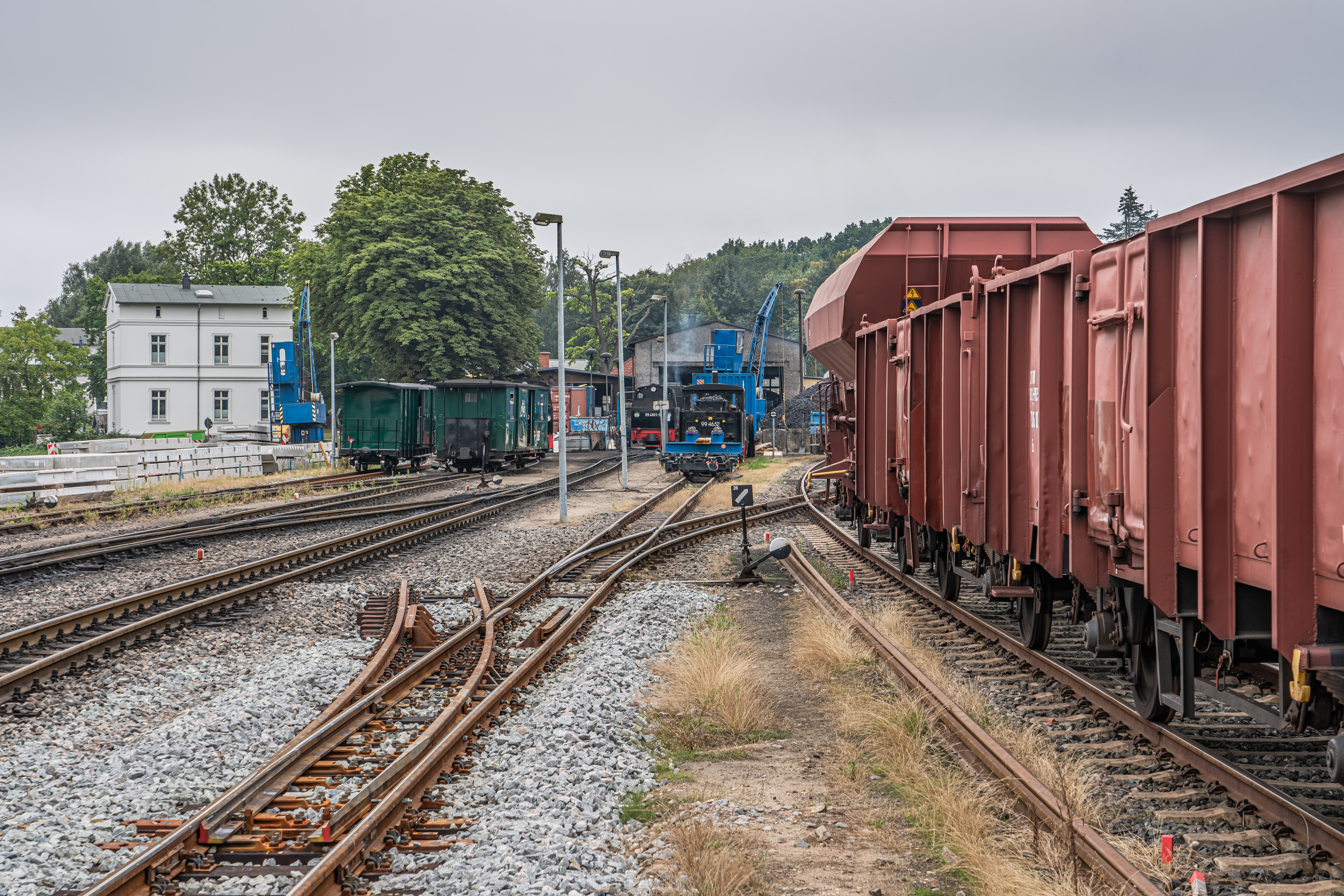
Blick vom Bahnsteig zum Bahnbetriebswerk

Bereits von Anfang an war ein zweigleisiger Lokschuppen mit sechs Ständen vorhanden. Bei dem Fachwerkgebäude waren die Ausfachungen mit Ziegeln ausgemauert, gedeckt war der Schuppen mit einem einfachen Pappdach. Später wurden an das Gebäude eine Werkstatt sowie verschiedene Lager angebaut. Im Laufe der Zeit entstand eine separate Werkstatt, die wie der Lokschuppen ausgeführt war.
Nach der Übernahme der Schmalspurbahn durch die Deutsche Reichsbahn wurde in Putbus am 1. Januar 1950 das Bahnbetriebswerk Putbus gegründet, dem die Lokeinsatzstellen Altefähr, Altenkirchen, Bergen (Rügen) Ost und Göhren unterstanden. Am 31. Dezember 1966 wurde das Bahnbetriebswerk als selbstständige Dienststelle aufgelöst und dem Bahnbetriebswerk Stralsund angegliedert.
Der Normalspurlokschuppen fungierte als Einsatzstelle Putbus des Bahnbetriebswerkes Sassnitz (bis 1967) und des Bahnbetriebswerkes Stralsund, bis zur Auflösung der Einsatzstelle 1993.
Der Lokschuppen wurde 1985 abgerissen und durch einen Neubau ersetzt. Die Anlagen werden heute durch die PRESS weiterhin genutzt.
Im August 2018 gab die Verkehrsgesellschaft Mecklenburg-Vorpommern die Vergabe eines Auftrags zur Errichtung einer neuen Werkstatt für die Schmalspurbahn bekannt, der Beschaffungswert beträgt 14 Millionen Euro. Ursprünglich sollte die PRESS – als Pächter der Infrastruktur – die alten und teilweise denkmalgeschützten Werkstattanlagen sanieren, stattdessen errichtet sie nun einen Neubau nördlich der bestehenden Werkstatt. Zusätzlich wird ein Museumsbereich zur Präsentation der historischen Fahrzeuge eingerichtet. Das Vorhaben wird teilweise mit Mitteln aus dem Europäischen Fonds für regionale Entwicklung gefördert. Die Werkstatt befindet sich im Eigentum des Landkreises Vorpommern-Rügen.

## Verkehr

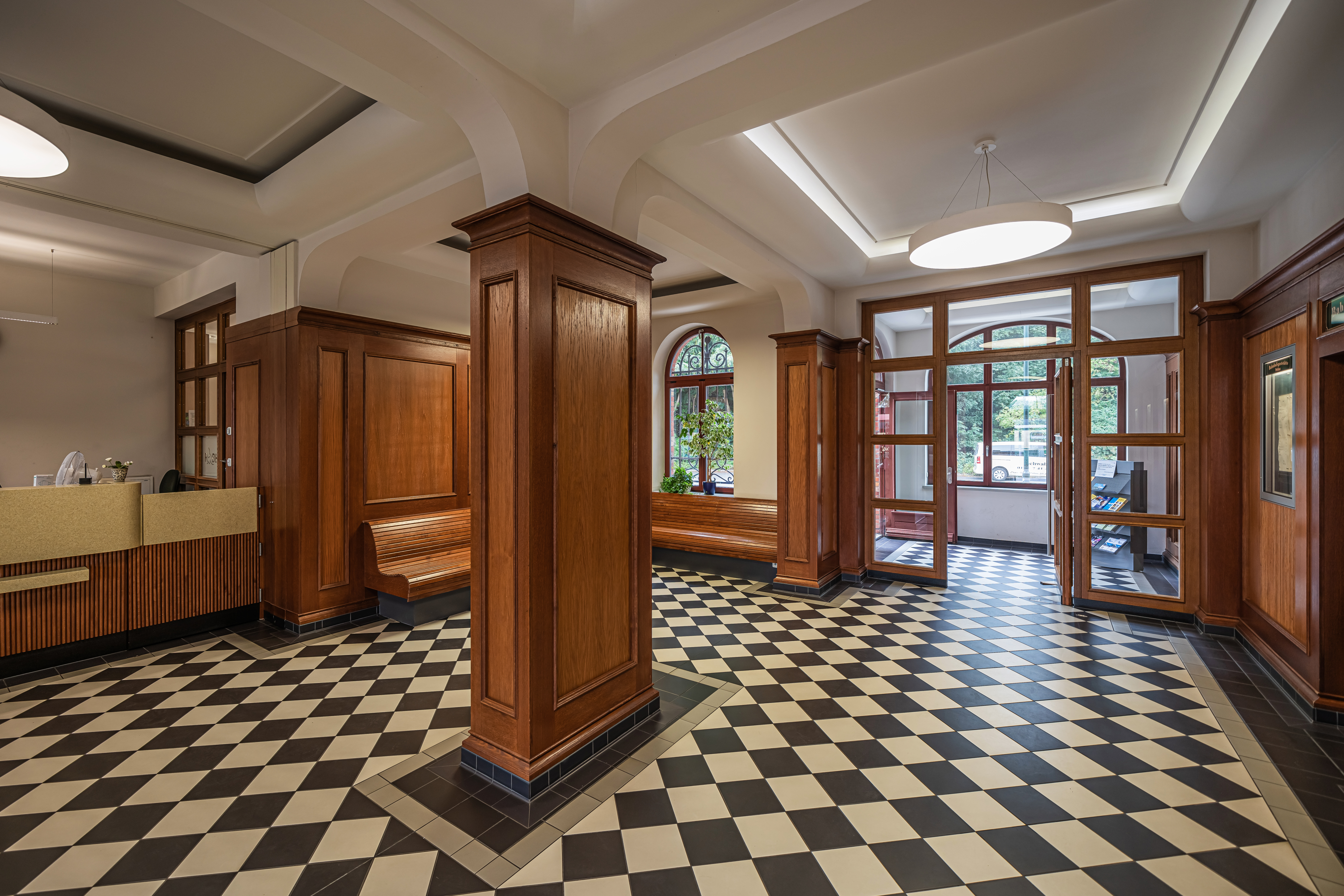
Schalterhalle im Empfangsgebäude

Fernverkehr gibt es seit 1990 nicht mehr. Die Normalspurstrecke wird seit dem Fahrplanwechsel am 13. Dezember 2009 als RB 26 im Zweistundentakt (von Mai bis August im Stundentakt) durch die Eisenbahn-Bau- und Betriebsgesellschaft Pressnitztalbahn mbH (PRESS) mit einem Triebwagen Regio-Shuttle von Stadler betrieben. 
Die Rügensche Bäderbahn nach Göhren verkehrt alle zwei Stunden. 
Güterverkehr gibt es außer Kohlelieferungen nicht. 